# 大足区
大足区是中华人民共和国重庆市的一个市辖区，位于重庆市西部，东距重庆主城区80公里，西离成都256公里。区人民政府驻棠香街道。与双桥经济技术开发区、永川区、荣昌区、铜梁区、潼南区和四川省安岳县相邻。邮政编码402360。境内的大足石刻是著名的世界文化遗产胜地，拥有全国首批甲级旅游开放县、中国优秀旅游城市、首批国家5A级旅游景区、重庆市最佳旅游景区、第二批国家新型城镇化综合试点地区等殊荣。
原为大足县，2011年10月，撤销双桥区和大足县，设立大足区、双桥经济技术开发区。2016年底全区户籍人口1064190人，其中非农人口386446人。2016年，实现地区生产总值386.6亿元，同比增长11.1%。

## 名称
据《太平寰宇记》记载，大足县以“以界内大足川（今濑溪河，沱江支流）为名”。另据蜀中广记记载，“取丰足之义也，或云县之宝顶山有巨人迹”。:60

## 历史沿革
- 唐乾元元年（公元758年），唐肃宗采纳左拾遗李鼎祚奏议，置昌州，大足县与州同置[6]。
- 唐大顺元年（公元890年），设昌、普、渝、合四州都指挥静南军使于昌州，隶东川。光化二年（公元899年）罢。
- 唐景福元年（公元892年），昌州徙治大足，同时撤销静南县并入大足县[6]。同年，北山石刻开凿。
- 唐光化二年（公元899年），置武信军于遂州，大足隶之。
- 唐天祐四年（公元907年），王建于成都称帝，建立前蜀，大足为其版图。
- 后唐同光三年（公元925年），前蜀武信军节度使王宗寿降唐，大足隶于后唐。
- 后蜀应顺元年（公元932年），孟知祥据蜀称帝，大足改隶后蜀。
- 北宋元祐五年（公元1090年），石篆山石刻落成。
- 南宋绍兴二十二年（公元1152年），妙高山石刻开凿。
- 南宋乾道、淳熙年间，潼川府路转运司徙治昌州（大足）。
- 南宋淳熙六年（公元1179年），赵智凤开凿宝顶山石刻。
- 南宋德祐元年（公元1275年），蒙军破城，昌州失守，知州陈仲遒赋诗投井拒降。
- 元至元二十二年（公元1285年），撤昌州，以州属三县并入大足，旋又并大足入合州铜梁县。
- 元至顺年间，复置大足县，隶合州。
- 元至元三年（公元1337年）四月，大足县民韩法师起义，称“南朝赵王”。五月，战败，被俘牺牲。
- 明洪武七年（公元1374年），大足改隶重庆府。
- 明嘉靖四十四年（公元1565年）十二月，县人蔡伯贯以白莲教聚众起义，国号大宝。次年兵败，被俘牺牲。
- 清康熙元年（公元1662年），由荣昌知县代摄；雍正八年（公元1730年），复设大足县署。
- 民国初年，先后属重庆镇抚府、川东道、四川省。
- 民国24年（公元1935年），属四川省第三行政督察区（驻永川）。
- 1949年12月2日，县长郝明国潜逃，4日雷在齐代理县长。12月9日，雷在齐在地下党推举下组成县临时人民办事处，接管县政府，维持秩序。12日下午，中国人民解放军12军补训师1团3营两个连到达大足东关11保柏杨寺，13日在中共县城支部和临时人民办事处迎接下进城，宣告大足為中华人民共和国政府管轄。[5]:29
- 中华人民共和国成立后，先后隶川东行政区巴县专区、璧山专区、江津专区。
- 1952年8月，川东行政区撤销，隶四川省江津专区。
- 1968年，江津专区更名为江津地区。
- 1975年10月，划出双路公社及元通公社4个大队、土桥公社2个大队，共120个生产队建立双桥区，隶重庆市。
- 1981年，江津地区更名为永川地区。
- 1983年3月，永川地区撤销，大足县改隶重庆市。
- 1997年，重庆市恢复中央直辖市后，仍隶重庆。
- 2011年10月，经国务院批准，重庆市撤销双桥区和大足县，设立重庆市大足区。[7]

## 政治

### 行政区划

#### 现行区划
大足区下辖6个街道办事处、21个镇：
龙岗街道、棠香街道、龙滩子街道、双路街道、通桥街道、智凤街道、龙水镇、宝顶镇、中敖镇、三驱镇、宝兴镇、玉龙镇、石马镇、拾万镇、回龙镇、金山镇、万古镇、国梁镇、雍溪镇、珠溪镇、龙石镇、邮亭镇、铁山镇、高升镇、季家镇、古龙镇和高坪镇。
区内另有重庆市双桥经济技术开发区（正厅级，重庆市人民政府派出机构，代管龙滩子街道、双路街道、通桥街道、邮亭镇）、重庆大足高新技术产业开发区（市级，含龙水镇部分地区，共1.555平方公里）。

#### 区划沿革

##### 明清时期
明代大足乡制不详。万历《重庆府志》卷二载大足33里之名：安贤、长受、三溪、从顺、昌宁、嘉胜、德阳、青平、遇仙、石院、高峰、同古、雍溪、富春、锡山、米粮、曲水、双山、崇泰、汶水、善庆、伏元、静南、月富、兴昌、丰成、永安、三花、仁政、中山、进德、朝贤、存义。镇凡四：县西15里老官镇，南40里珠溪镇，南30里龙水镇，西南32里刘安镇，非行政建制。正德《四川总志》卷十三载大足编户37里。:67
清代大足县下分14里，按光绪《大足县志》卷二“里镇”与汪茂修光绪20年笔记如下:67-68：

| - 米粮里 治东30里，广20里，今智凤弥陀。 - 崇胜里 城西80里，广60里，今高升、铁山。 - 拾万里 城东南70里，广25里，今拾万。 - 汶水里 城南70里，广30里，今龙水、双路。 - 锡山里 城东70里，广20里，今玉龙、雍溪。 - 永安里 治西北40里，广30里，今中敖。 - 昌宁里 治西南20里，广15里。 | - 仁义里 城南近郊，广40里，今城区东关。 - 嘉胜里 城西30里，广25里，今三驱。 - 福元里 城东南70里，广25里，今万古、金山。 - 曲水里 城东50里，广25里，今国梁、回龙。 - 安贤里 城西30里，广25里，今珠溪。 - 玉峰里 治东35里，广30里，今石马。 - 关厢里 治东60里，广50里，今邮亭。 |

宣统元年（公元1909年）清政府推行新政，筹备地方自治，大足划分为珠溪、中敖、弥陀、双河、邮亭、云路、回龙、拾万8乡及东关、龙水、三驱、万古4镇。次年增划高升、大堡、雍溪、马跑、玉龙、双路6乡，共4镇14乡。

##### 中华民国时期
民国元年（公元1912年）析置青龙、宝兴、石门、协和4乡，另有兴隆、复隆2乡置而旋省，撤弥陀乡，计4镇17乡。民国2年（1913年）省青龙乡，9年复置，析置城厢镇。民国11年（1922年）析置化龙乡，旋省。民国17年复省青龙乡，又置复隆、弥陀、香山乡。民国19年（1930年）设置3个指导区，各辖数个乡镇。民国22年（1933年）复置青龙乡，计3区5镇20乡。
民国24年（公元1935年）国民政府统一四川，推行联保制，改乡镇为联保，析置季家、石龙、兴隆、天青4联保，并青龙入天青联保，并协和、拾万为协万联保，计3区，27联保，743保，7830甲。民国26年（1937年）复分协万为协和、拾万联保，析置观音、太极联保，计3区，30联保。
民国29年（1940年）推行新县制，复改联保为乡镇，置化龙、双溪、高坪、新建4乡，分天青为天宝、青龙2乡，并马跑、石门为石马乡，并城厢镇、观音乡、太极乡为西城镇，改中敖乡为镇，计3区6镇26乡，625保，6289甲。民国31年（1942年），增设第四、五、六指导区。民国35年（1946年），为纪念黄花岗七十二烈士之一饶国梁，云路乡更名为国梁乡，截止此时大足县乡镇如下：
- 第一区（区治东关镇） 辖东关镇、西城镇、宝兴乡、香山乡、弥陀乡
- 第二区（区治万古镇） 辖万古镇、兴隆乡、雍溪乡、国梁乡、大堡乡、回龙乡
- 第三区（区治石马场） 辖石马乡、复隆乡、拾万乡、协和乡、玉龙乡
- 第四区（区治龙水镇） 辖龙水镇、双路乡、邮亭乡、新建乡、珠溪乡
- 第五区（区治三驱镇） 辖三驱镇、季家乡、双河乡、石龙乡、高升乡
- 第六区（区治中敖镇） 辖中敖镇、高坪乡、青龙乡、双溪乡、化龙乡

##### 中华人民共和国时期
1950年增设第七区、第八区，更改乡镇隶属。1951年并东关、西城2镇城区为城关镇，以所属乡村分建城东、城西2乡，以龙水镇所属乡村析置龙西乡，改中敖、三驱、万古3镇为乡。1952年，增设第九区、第十区。1953年，析置三溪镇，复以中敖、三驱、万古3乡为镇，复置或增划城南、民新、天台、青坪、杨柳等37乡，城关、龙水2镇升为区级镇。1954年，增置沙坝、元通2乡，计10区，6镇，68乡，422村。1955年，撤第九区，以第十区为第九区，一至九区更名为城关、中敖、三驱、龙水、石马、万古、珠溪、邮亭、双河区。1956年，改万古、三溪2镇为乡，裁并民新、米粮、登云、城北、三元等23乡，撤城关区，所属城东、城西、城南、香山、化龙、弥陀6乡为县直属。1957年，复以万古乡街村为万古镇，计8区5镇47乡422村。
1958年10月全县实行人民公社化，除城关、龙水2镇外，其余乡镇组建为25个人民公社（其中尨水区仅龙水公社一社），全县共422个大队。1959年，分建天保、转洞、新复、龙西、顺龙等15个公社。1961年，再次增设城南、米粮、登云、青坪、杨柳等17公社，设城郊区，辖城东、城西、弥陀、香山、城南、化龙、米粮、登云8个公社。1962年，析中敖公社街道置中敖镇。1967年，香山公社改名东方红公社。1972年，弥陀、登云、化龙、国梁公社更名为八一、东风、前进、建设公社，1975年3月恢复登云、化龙、国梁公社原名。同年10月，划出双路公社及元通公社4个大队、土桥公社2个大队，共120个生产队建立双桥区，隶重庆市。1977年，析万古公社街道为万古镇，恢复宝顶公社原名。1978年，黄桷公社并入国梁公社。1980年，计9区，4镇（县属、区属各2），54公社，500大队，16街段，4258生产队。
1981年，按国务院《关于地名命名、更名的暂行规定》，更城关镇为龙岗镇，城郊区为双塔区，双河区为铁山区，更城西为明星、八一为弥陀、青坪为麻杨、天保为天宝、新复为石桌、杨柳为柳河、现龙为灯塔、新建为沙桥、土桥为平桥、万古为新石、兴隆为古龙、中心为石牛、和平为对溪、石龙为青山、新民为玉滩、新胜为子店、双河为铁山公社，以原黄桷公社增置曲水公社。1983年至1984年，改所有公社为乡，更天台为天山、大堡为金山、青山为龙石、多宝为宝山乡。1985年，改玉龙、三溪2乡为镇，计9区，6镇（县属2，区属4），53乡，502村，32居委，4449村民组，274居民组。:70-74
1989年9月，改三驅、郵亭2鄉為鎮。11月郵亭鎮設立老街、新街及長河3個居委會。
1993年底，大足縣撤銷雙塔、中敖、三驅、龍水、石馬、萬古、珠溪、郵亭、鐵山9個區和城東、明星、登雲、彌陀、寶頂、中敖、麻揚、轉洞、石桌、燈塔、寶興、柳河、龍西、沙橋、復隆、順龍、平橋、大圍、石馬、協和、回龍、金山、拾萬、團結、長田、新石、石牛、高峰、雍溪、對溪、國梁、曲水、龍石、珠溪、玉灘、新利、子店、鐵山、季家、龍塘、高升41個鄉及三溪一個鎮，保留玉龍鎮和米糧、化龍、城南、高坪、天寶、天山、古龍、沙壩、元通、寶山10個鄉：擴大龍崗、中敖、三驅、龍水、萬古、郵亭6個鎮的行政區域，原城東、明星鄉併入龍崗鎮、原中敖、麻揚、轉洞鄉併入中敖鎮，原石桌、燈塔鄉併入三驅鎮，原大圍、沙橋、平橋、龍西、順龍鄉併入龍水鎮，原新石、石牛、高峰鄉併入萬古鎮，原子店、新利鄉併入郵亭鎮，新建寶頂、彌陀、寶興、復隆、石馬、拾萬、金山、回龍、國梁、雍溪、珠溪、龍石、鐵山、季家、高升15個鎮，寶頂鎮轄原寶頂鄉，彌陀鎮轄原彌陀、登雲鄉，寶興鎮轄原寶興、柳河鄉，復隆鎮轄原復隆鄉，石馬鎮轄原石馬、團結鄉，拾萬鎮轄原拾萬協和鄉，金山鎮轄原金山鄉，回龍鎮轄原回龍、長田鄉，國梁鎮轄原國梁、曲水鄉，雍溪鎮轄原雍溪、對溪鄉，珠溪鎮轄原三溪鎮和珠溪、玉灘鄉，龍石鎮轄原龍石鄉，鐵山鎮轄原鐵山鄉，季家鎮轄原季家、龍塘鄉，高升鎮轄原高升鄉。
至1996年，大足县辖龙岗、龙水、中敖、三驱、玉龙、万古、邮亭、宝顶、弥陀、宝兴、复隆、石马、拾万、金山、回龙、国梁、雍溪、珠溪、龙石、铁山、季家、高升22个镇和米粮、化龙、城南、高坪、天宝、天山、古龙、沙坝、元通、宝山10个乡，县政府驻龙岗镇；双桥区辖龙滩子1个街道和双路、通桥2个镇，区政府驻双路镇。
1997年重庆市恢复中央直辖市后，大足县、双桥区仍隶重庆。
2002年6月，撤销龙岗镇、城南乡，设立龙岗、棠香两个街道办事处。
2003年，復隆鎮併入龍水鎮，化龍鄉併入寶頂鎮，米糧鄉併入智鳳鎮（由原彌陀鎮更名），天山鄉併入中敖鎮，天寶鄉並 入高坪鄉，沙壩鄉併入珠溪鎮，元通鄉併入郵亭鎮，寶山鄉併入鐵山鎮。
2009年12月，撤销高坪乡、古龙乡，设立高坪镇、古龙镇。
2014年12月，撤销双路镇、通桥镇、智凤镇，设立双路街道、通桥街道、智凤街道。

### 地方官員

#### 现任官員
| 机构     | · 中国共产党 · 重庆市大足区委员会 · 书记 | 重庆市大足区人民代表大会 常务委员会 主任 | 重庆市大足区人民政府 区长 | · 中国人民政治协商会议 · 重庆市大足区委员会 · 主席 | 重庆市大足区监察委员会 主任 |
| -------- | ---------------------------------------- | ---------------------------------------- | ------------------------- | -------------------------------------------------- | --------------------------- |
| 姓名     | 陈一清                                   | 张有力                                   | 徐晓勇                    | 陈廷剑                                             | 吴宗发                      |
| 民族     | 汉族                                     | 汉族                                     | 汉族                      | 汉族                                               | 汉族                        |
| 籍贯     | 重庆市石柱土家族自治县                   | 重庆市南川区                             | 四川省仁寿县              | 重庆市大足区                                       | 重庆市万州区                |
| 出生日期 | 1965年3月（60歲）                        | 1963年2月（62歲）                        | 1972年10月（52歲）        | 1963年9月（61歲）                                  | 1971年1月（54歲）           |
| 就任日期 | 2021年9月                                | 2017年1月                                | 2021年9月                 | 2017年1月                                          | 2020年7月                   |

| 中共大足县支部书记:609 - 张希铭（1928年2月—1929年5月） 中共大足县特别支部书记:609 - 赵庆提（1929年12月—1930年8月） 中共大足县行动委员会主席:609 - 赵庆提（1930年8月—10月） 中共大足县特别支部书记:609-610 1. 赵庆提（1930年12月—1931年8月） 2. 刘文哲（1936年8月—1937年9月） 3. 梁洪（1937年9月—11月） 4. 郑凌灿（中共大足县特支副书记，负责特支工作）（1937年11月—1938年5月） 5. 刘子林（1948年9月—1949年7月） 中共大足县临时工作委员会书记:610 - 倪永业（1949年7月—12月） 中共大足县委书记:611 1. 郭中兴（1949年12月17日—1951年12月） 2. 吴世英（1952年1月—12月代理，1952年12月—1953年7月任职） 3. 李青（1953年7月—1954年9月为副书记主持工作，1954年7月—1955年12月任职） 4. 李延生（1955年12月—1964年5月） 5. 王伯元（1964年5月—1967年1月） 大足县革委核心官員小组组长:611 - 刘勤义（1970年4月—11月） 中共大足县革委核心小组组长:611-612 1. 刘勤义（1970年11月—1971年3月） 2. 傅封璞（1971年3月—1972年1月） 中共大足县委书记:612-614 1. 傅封璞（1972年1月—1974年1月任第一书记） 2. 王伯元（1974年1月—11月） 3. 李延生（1974年11月—1978年11月代理） 4. 李培传（1978年11月—1980年4月） 5. 王衍祯（1980年4月—1981年12月） 6. 邓中文（1981年12月—1987年4月） 7. 何玉柏（1987年4月—1991年3月） 8. 王庆瑜（1991年3月—5月代理，1991年5月—1993年8月任职） 9. 郑洪（1993年8月—1997年12月） 10. 吕明良（1997年12月—2002年12月） 11. 辛世杰（2002年12月—2008年4月） 12. 江涛（2008年4月—2011年11月） 中共重庆市大足区委书记 1. 江涛（2011年11月—2011年11月） 2. 周少政（2016年8月—2018年1月） 3. 章勇武（2018年1月—2019年12月） 4. 于会文（2019年12月—2021年8月） 5. 陈一清（2021年9月—） | 大足县代理县长、大足县临时人民办事处主任:659 - 雷在齐（1949年12月2日—12月21日） 大足县人民政府县长:659 1. 郭中兴（1949年12月—1950年6月） 2. 吴世英（1950年6月—1953年1月） 3. 李青（1953年2月—3月） 4. 李延生（1953年3月—9月） 5. 刘成山（1955年5月—1955年9月） 大足县人民委员会县长:659-660 1. 刘成山（1955年9月—1963年7月） 2. 孟永年（1963年7月—1965年12月） 3. 邓存忠（1965年12月—1967年1月） 大足县革命委员会主任:660-663 1. 赵振亚（1968年12月—1970年5月） 2. 刘勤义（1970年5月—1971年3月） 3. 傅封璞（1971年3月—1974年1月） 4. 王伯元（1974年1月—11月） 5. 李延生（1974年11月—1978年11月） 6. 李培传（1978年11月—1980年12月） 大足县人民政府县长:663 1. 黄明荣（1980年12月—1984年3月） 2. 叶学文（1984年3月—1988年8月） 3. 王庆瑜（1988年8月—1989年3月代理，1989年3月—1991年2月任职） 4. 陈怀文（1991年2月—1997年5月） 5. 吕明良（1997年5月—1997年12月） 6. 赵崇亮（1997年12月—1998年2月代理，1998年2月—2001年11月任职） 7. 江涛（2001年11月—2002年1月代理，2002年1月—2008年6月任职） 8. 周波（2008月6月—2011年11月） 重庆市大足区人民政府区长 1. 周少政（2011年11月—2016年8月） 2. 卢勇（2016年9月—2016年10月代理，2016年10月—2018年12月任职） 3. 李步彬（2018年12月—2019年1月代理，2019年1月—2021年9月任职） 4. 徐晓勇（2021年9月至今代理） |

| 大足县各界人民代表会议主席:642-643 1. 黄信五（一届、二届各代会） 2. 吴世英（三届、四届各代会） 3. 李延生（五届各代会） 大足县人大常委会主任:650 - 刘舆文（1980年12月—1981年12月） - 王衍祯（1981年12月—1984年3月） - 黄明荣（1984年3月—？） - 刘书勇（1993年1月—1998年1月） …… - 黄晓春（2003年2月—2007年2月） - 宋彬（2007年3月—？） 重庆市大足区人大常委会主任 1. 黄铭（2011年11月—2016年11月） 2. 张有力（2017年1月至今） | 大足县各界人士学习委员会主任委员:664-665 1. 王长琪（1956年10月—1959年12月） 2. 刘成山（1959年12月—1965年12月） 3. 王伯元（1965年12月—？） 政协大足县委员会主席:667 - 邓存忠（1980年12月—1984年3月） - 宋朗秋（1984年3月—？） …… - 黄铭（2003年3月—？） 政协重庆市大足区委员会主席 1. 张有力（2011年11月—2016年12月） 2. 陈廷剑（2017年1月至今） | 重庆市大足区监察委员会主任 1. 朱福荣（2018年1月－2020年6月） 2. 吴宗发（2020年7月至今） |

## 自然地理
大足自然地理结构成多元形态，地质结构分属川中抬拱与川东褶皱两大构造单元，地形地貌分属川中丘陵与川东平行岭谷来年改革地貌单元，盖层分为川中平缓褶皱带与川东南强烈坳褶带，自然地貌有“两两多元分合，独峰突兀盆中，六丘三山一坝，巴岳屏蔽东南”之称。:84

### 矿藏
大足境内有煤、天然气、铁、铜、白云岩、石灰石、石英砂岩等多种矿藏。其中，古龙镇兴隆矿区被发现一个目前亚洲最大的锶矿床，预计探明的资源量将超过2000万吨，经济价值约20亿元。

### 地貌
大足境内地势由西北向东南倾斜，东南边缘翘起，中部及东北部宽缓。境内最高点在巴岳山南段云台寺山峰，海拔934.7米；最低点在雍溪玉峡河堤，海拔267.5米。
大足境内有地山、丘陵、平坝、河谷等多种地形，有“六丘三山一分坝”之势。其中，低山约443.90平方公里，占全境31.93%；丘陵约809.00平方公里，占全境58.19%；溪谷平坝约137.31平方公里，占全境9.88%（以上数据均为原大足县部分）。:92-93
大足境内共有大小溪河近300条，总长近1000公里，主要河流有濑溪河、窟窿河、淮远河等，分属沱江、涪江两大水系（均属长江水系）。:95-96

### 气候
大足属亚热带季风气候，热量较充足，雨量较充沛，四季分明。春季冷空气活动频繁，盛夏伏旱较多，初夏与秋季多绵雨，冬季较暖，霜雪不多。:96
| 重庆大足（1958－1985年）          | 重庆大足（1958－1985年） | 重庆大足（1958－1985年） | 重庆大足（1958－1985年） | 重庆大足（1958－1985年） | 重庆大足（1958－1985年） | 重庆大足（1958－1985年） | 重庆大足（1958－1985年） | 重庆大足（1958－1985年） | 重庆大足（1958－1985年） | 重庆大足（1958－1985年） | 重庆大足（1958－1985年） | 重庆大足（1958－1985年） | 重庆大足（1958－1985年） |
| 月份                              | 1月                      | 2月                      | 3月                      | 4月                      | 5月                      | 6月                      | 7月                      | 8月                      | 9月                      | 10月                     | 11月                     | 12月                     | 全年                     |
| --------------------------------- | ------------------------ | ------------------------ | ------------------------ | ------------------------ | ------------------------ | ------------------------ | ------------------------ | ------------------------ | ------------------------ | ------------------------ | ------------------------ | ------------------------ | ------------------------ |
| 日均气温 °C（°F）                 | 6.6 (43.9)               | 8.4 (47.1)               | 13.2 (55.8)              | 17.9 (64.2)              | 21.5 (70.7)              | 24.0 (75.2)              | 27.1 (80.8)              | 27.0 (80.6)              | 22.3 (72.1)              | 17.6 (63.7)              | 12.8 (55.0)              | 8.3 (46.9)               | 17.2 (63.0)              |
| 平均降雨量 mm（）                 | 17.2 (0.68)              | 18.6 (0.73)              | 27.5 (1.08)              | 63.5 (2.50)              | 104.7 (4.12)             | 145.3 (5.72)             | 179.3 (7.06)             | 166.1 (6.54)             | 145.0 (5.71)             | 81.5 (3.21)              | 39.2 (1.54)              | 18.7 (0.74)              | 1,006.6 (39.63)          |
| 平均降水天数（≥ 0.1 mm）          | 10                       | 10                       | 10                       | 13                       | 17                       | 16                       | 12                       | 12                       | 16                       | 17                       | 13                       | 9                        | 155                      |
| 平均相對濕度（％）                | 84.0                     | 82.0                     | 77.0                     | 77.0                     | 80.0                     | 82.0                     | 60.0                     | 79.0                     | 83.0                     | 97.0                     | 86.0                     | 80.0                     | 82.6                     |
| 月均日照時數                      | 44.2                     | 50.4                     | 109.1                    | 138.3                    | 122.0                    | 130.0                    | 215.1                    | 218.8                    | 111.8                    | 72.9                     | 57.0                     | 44.6                     | 1,314.2                  |
| 来源：大足县志（1996年版）:97-101 |                          |                          |                          |                          |                          |                          |                          |                          |                          |                          |                          |                          |                          |

## 教育
大足区主要学校有：重庆资源与环境保护职业学院、重庆物流工程学院、重庆工程学院、重庆电信职业学院、重庆服装工程职业学院、大足中学、双桥中学、龙岗中学、大足区龙岗第一小学、大足区实验小学等。

## 旅游资源
大足区是驰名中外的“石刻之乡”，人文自然景观十分丰富
- 大足石刻（国家5A级旅游景区、世界文化遗产）大足石刻有造像5万余尊，铭文10余万字，是世界八大石窟之一，代表着公元九至十三世纪长达400年历史里人类石窟艺术的最高水平，是世界石窟艺术历史上最后的丰碑。
  - 宝顶山摩崖造像（第一批全国重点文物保护单位，包括大佛灣、小佛灣、廣大山、龍潭、松林坡）
  - 北山摩崖造像（第一批全国重点文物保护单位，包括佛灣、觀音坡、佛耳峰、營盤山）
  - 南山摩崖造像（第四批全国重点文物保护单位，归并至北山摩崖造像）
  - 石篆山摩崖造像（第四批全国重点文物保护单位，归并至北山摩崖造像）
  - 多宝塔（第四批全国重点文物保护单位，归并至北山摩崖造像）
  - 石门山摩崖造像（第四批全国重点文物保护单位，归并至宝顶山摩崖造像）
  - 尖山子石刻造像（第一批重庆市（直辖市）文物保护单位）
  - 舒成岩摩崖造像（第一批重庆市（直辖市）文物保护单位）
  - 妙高山摩崖造像（第一批重庆市（直辖市）文物保护单位）
  - 千佛崖摩崖造像（第一批重庆市（直辖市）文物保护单位）
  - 龙头山摩崖造像（第一批重庆市（直辖市）文物保护单位，包含于宝顶山摩崖造像）
- 双墙村崖墓（第一批重庆市（直辖市）文物保护单位）
- 马跑教堂（第一批重庆市（直辖市）文物保护单位）
- 饶国梁纪念堂（第二批重庆市（直辖市）文物保护单位）纪念黄花岗七十二烈士之一饶国梁。
- 大足宝顶香会，历史久远，历各朝而不衰。会期从农历正月上旬到二月底，以观世音菩萨生日前后最盛，有“上朝峨嵋，下朝宝顶”之说。
- 省级风景名胜区龙水湖－玉龙山国家森林公园风景区。

## 交通
- 国家高速公路G85银昆高速公路在区内有5.3公里，在邮亭镇设有邮亭出口。
国家高速公路G5013渝蓉高速公路在区内有43.8公里，设有大足东互通、大足西互通、三驱互通及大足服务区。
重庆三环高速公路渝高速S0101在区内设有雍溪互通、万古互通、拾万互通、龙水湖互通及万古服务区。
另有廣泸高速公路在建。
大內高速公路在建。
- 成渝铁路在区内设有三等站大足站、四等站长河碥站。
成渝客运专线在区内设有高铁站大足南站。
成渝中線高速鐵路规划在区内设高铁站大足東站。
大內高鐵规划在區內引入大足東站。
重慶市郊鐵路合永線規劃在區內引入大足東站。
南瀘高鐵規劃在區內設高鐵站大足西站或引入大足東站。
瀘大漢鐵路規劃在區內設貨運站。
- 高鐵站：大足南站、大足東站、大足北站
- 普鐵：大足站